# Geneviève Jacquinot-Delaunay
Pour les articles homonymes, voir Delaunay.
Geneviève Jacquinot-Delaunay (1937-2014) est une enseignante-chercheuse en sciences de l'éducation et sciences de l'information et de la communication, spécialiste des technologies éducatives et du télé-enseignement.

## Biographie
Geneviève Jacquinot-Delaunay suit une formation en lettres modernes et entreprend une maîtrise sur l’américanisation du vocabulaire du cinéma sous la direction de René Étiemble. Elle passe le CAPES et enseigne les lettres dans le secondaire. Puis elle est retenue pour être scénariste-pédagogue à la radio et télévision scolaires. Elle y produit également quatre émissions, dont une sur les Magdaléniens. En 1966, elle obtient un poste au collège audiovisuel expérimental de Marly-le-Roi.
Entre 1967 et 1969, elle est détachée à l'Institut pédagogique national (IPN).
En 1969, elle fait partie de la première équipe d'enseignants-chercheurs du Centre universitaire expérimental de Vincennes, future Université Paris-VIII. Elle entame également une thèse de doctorat sous la direction de Christian Metz et Jacques Wittwer sur la didactique filmique, qu'elle termine en 1975.
En 1977, Geneviève Jacquinot-Delaunay publie Image et pédagogie. Pour une analyse sémiologique des films et émissions à vocation éducative.
De 1979 à 1982, elle est détachée à l’université d’Abidjan en Côte d'Ivoire, et mène au CERAV (Centre d’études et de recherches audiovisuelles) un programme de recherche sur la télévision éducative. Elle participe à la création d’un Département de sciences de la communication.
Son investissement à l'université Paris VIII lui permet d'y créer la première formation en communication en 1984 (le DEUG « Éducation, communication, et sciences du langage »), premier diplôme qui aboutit vingt ans plus tard à la création d'une UFR en « Culture et communication ». De même, elle lance en 1988 le DÉSU « Télématique », transformé en DESS en « Médias électroniques interactifs », puis en un master professionnel consacré à la « Communication numérique et conduite de projets ».
En 1985, Geneviève Jacquinot-Delaunay publie L’École devant les écrans, où elle tire un bilan critique des expérimentations éducatives faites avec les médias audiovisuels.
En 1986, elle soutient une thèse d’État sous la direction de Jacques Wittwer et est élue professeure des universités en sciences de l'éducation. De 1986 à 1990, elle est également vice-présidente de l'université Paris-VIII. Elle est aussi vice-présidente de la Société française des sciences de l’information et de la communication (SFSIC) déléguée aux enseignements.
Elle appuie la création du Groupe de recherche sur les apprentissages, les médias et l’éducation (GRAME), qui est bientôt fondu au sein du Centre d'études sur les médias, les technologies et l'internationalisation (CEMTI), qu'elle ne quitte que pour rejoindre le Laboratoire « Communication et politique » (CNRS, Paris).
De 2000 à 2003, Geneviève Jacquinot-Delaunay anime un « atelier didactique » au sein des ateliers méthodologiques de l’Institut national de l’audiovisuel (INA), dont elle tire un DVD éducatif Apprendre la télé: observer, démonter, analyser, comprendre le JT, qui récolte un prix Möbius en 2003.
Elle prend sa retraite de l'université Paris VIII au début des années 2000, tout en étant extrêmement active comme en témoigne son titre de professeure émérite obtenu en 2004.
De 2001 à 2008, elle est la rédactrice en chef de la revue scientifique Médiamorphoses qu'elle a créée en partenariat avec l'INA. Elle participe aux comités de rédaction des revues Hermès et Distances et savoirs. Elle est aussi membre du Conseil d’orientation et de perfectionnement du Centre de liaison de l'enseignement et des médias d'information (CLEMI), ainsi que du réseau africain d’enseignement à distance (RESAFAD).

## Textes en ligne
- 2004. «SIC et SÉD sont dans un bateau...», in Hermès, nº 38, p. 198
- 2003. «Du côté des revues francophones...». Distances et savoirs, vol. 1, nº 1, p. 167 à 169
- 2002. «Les sciences de l'éducation et les sciences de la communication en dialogue. À propos des médias et des technologies éducatives. L'université en ligne : du dispositif empirique à l'"objet" de recherche, entre sciences de l'information et de la communication (SIC) et sciences de l'éducation (SED)». Premier colloque franco-mexicain de sciences de la communication, Mexico.
- 2002. «La violencia de las imágenes televisivas y su impacto en las conciencias». Comunicar. Revista científica iberoamericana de comunicación, nº 18 (mars), pages 27 à 34
- 2000. «Le "sentiment de présence"», in Deuxièmes rencontres «Réseaux humains / Réseaux technologiques». Journée du 24 juin 2000, Poitiers.
- 1998. «Du cinéma éducateur aux plaisirs interactifs : rives et dérives cognitives», p. 153-168, in F. Beau, P. Dubois, G. Leblanc (dir.). Cinéma et dernières technologies. Paris: INA & De Boeck, coll. “Arts et cinéma”.
- 1999. «Comment être à la hauteur de nos drôle de machines ?», in Deuxièmes rencontres internationales du multimédia et de la formation, Bordeaux.
- 1999. «Educar en los medios de comunicación para favorecer la democracia». Comunicar. Revista científica iberoamericana de comunicación, nº 13 (octobre), pages 29 à 35.
- 1998. «O que é um educomunicador?». Actes du Premier congrès international en communication et éducation. São Paolo, Brésil.
- 1996. «Les NTIC. Écrans du savoir ou écrans au savoir?». In Outils multimedia et stratégies d'apprentissage du Français Langue étrangère,
- 1995. «Télévision, terminal cognitif», in Réseaux , nº74
- .1993.  ' ' Apprivoiser la distance et supprimer l'absence ? ou les défis de la formation à distance, Revue française de pédagogie Année 1993 102 pp. 55-67 ' '

## Vidéographie
- 2013. « Introduction ». Séminaire international en ligne sur le tutorat à distance. 3 octobre
- 2012. « Grand témoin de la télévision scolaire : Geneviève Jacquinot ». 28 novembre
- 2009. « Provocation ». Distances et savoirs – Symposium international, 10-11 décembre
- 2006. « Entretien avec Geneviève Jacquinot ». Canal-U. 4 octobre
- 1998 ou 1993 (?). « Le rôle du formateur avec les TIC et la FOAD »

## Filmographie (réalisation)
- 1966. Les Magdaléniens. Production: Institut pédagogique national (IPN), 24 minutes